# Oh Eun-seok
Oh Eun-seok (kor.: 오 은석, ur. 2 kwietnia 1983 w Daegu) – południowokoreański szablista, złoty medalista olimpijski i trzykrotny medalista mistrzostw świata.
Na igrzyskach olimpijskich w Atenach w 2004 roku zajął 23. pozycję w rywalizacji indywidualnej. Podczas rozgrywanych cztery lata później igrzysk olimpijskich w Pekinie był trzynasty. Brał też udział w igrzyskach olimpijskich w Londynie w 2012 roku, gdzie Koreańczycy w składzie: Gu Bon-gil, Won Woo-young, Kim Jung-hwan i Oh Eun-seok zdobyli złoty medal w drużynie. W zawodach indywidualnych tym razem nie startował.
Na mistrzostwach świata w Petersburgu w 2007 roku wywalczył indywidualnie brązowy medal, ustępując tylko Rosjaninowi Stanisławowi Pozdniakowowi i Włochowi Aldo Montano. Na rozgrywanych sześć lat później mistrzostwach świata w Budapeszcie zdobył brązowy medal w turnieju drużynowym. Wspólnie z Gu Bon-gilem, Kim Jung-hwanem i Won Woo-youngiem zdobył też srebrny medal drużynowo podczas mistrzostw świata w Kazaniu w 2014 roku.
Zdobył srebrne medale indywidualnie i drużynowo podczas igrzysk azjatyckich w Doha (2006). Koreańczycy z Ohem w składzie powtórzyli ten wynik na igrzyskach azjatyckich w Kantonie (2010), a indywidualnie był trzeci. Podczas rozgrywanych cztery lata później igrzysk azjatyckich w Inczon zdobył złoty medal w zawodach drużynowych. 
Wielokrotnie zdobywał medale mistrzostw Azji, w tym złote drużynowo podczas MA w Seulu (2011), MA w Szanghaju (2013), MA w Suwon (2014) i MA w Singapurze (2015).